# جو أودونيل
جو أودونيل (بالإنجليزية: Joe O'Donnell)‏ هو مصور أخبار ومصور وصحفي أمريكي، ولد في 7 مايو 1922 في جونستاون في الولايات المتحدة، وتوفي في 9 أغسطس 2007 في ناشفيل في الولايات المتحدة بسبب سكتة.